# Casa natal de Abílio César Borges
A Casa natal de Abílio César Borges está localizada na cidade de Rio das Contas, no estado brasileiro da Bahia. Está tombado pelo Instituto do Patrimônio Histórico e Artístico Nacional (IPHAN) desde 09 setembro de 1958.
No local, nasceu Abílio César Borges, o Barão de Macaúbas, em 9 de tembro de 1824.
A construção é dividida em duas áreas, uma para uso comercial e a outra para uso residencial. Possui três portas e duas janelas, com cercaduras de madeira. Destaca-se a caixilharia em guilhotina das janelas. O acesso principal liga-se a um corredor central que distingue as duas áreas da casa e o pátio ao fundo.